# ريكس كالدويل
ريكس كالدويل (بالإنجليزية: Rex Caldwell)‏ هو لاعب غولف أمريكي، ولد في 5 مايو 1950 في إيفرت في الولايات المتحدة.

## وصلات خارجية
- ريكس كالدويل على موقع رابطة لاعبي الغولف المحترفين (الإنجليزية)
- ريكس كالدويل على موقع التصنيف العالمي الرسمي للغولف (الإنجليزية)